# عروةالوثقی (نشریه)

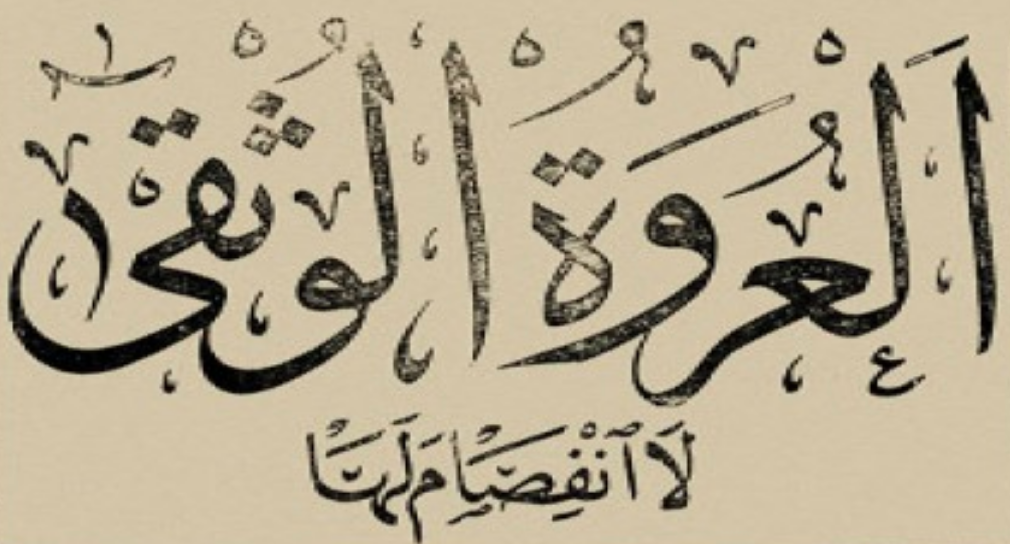
نشان نشریهٔ عروة الوثقی، خوشنویسی‌شده با خط ثلث

عروة الوثقی، نشریه‌ای است که سید جمال الدین اسدآبادی زمانی که در پاریس به سر می‌برد، با همکاری شیخ محمد عبده به انتشار آن می‌پرداخت. این نشریه در ده‌ها کشور آسیایی و آفریقایی توزیع می‌گردید.
این نشریه که در باب مبارزه با استعمار و خودباوری مسلمین بوده، تاثیر شگرفی بر مردم گذاشت. این نشریه پس از انتشار ۱۸ شماره توقیف گردید.